# ОШ „Ђура Јакшић” Каћ
ОШ „Ђура Јакшић” је једна од основних школа у Новом Саду. Налази се у улици Краља Петра I 9 у Каћу.

## Историјат
Основна школа „Ђура Јакшић” је основана 1763. године када је имала једног учитеља и девет ученика. Године 1900. је имала 391 ученика и шест наставника, настава се изводила у две школске зграде. Спрат на једну школску зграду је изграђен 1960. тако да су тада имали једанаест учионица, 837 ученика и тридесет наставника. Децембра 1967. је изашао први број школског листа „Липар” који су уређивали ученици уз помоћ наставника. Миодраг Петковић Чкаља је посетио школу 2. новембра 1970, Мирослав Антић 24. фебруара 1971. и Десанка Максимовић 3. јуна 1972. Добитници су републичке награде „25. мај” 1971. године за постигнуте резултате. Настава се изводила у три објекта, а 1975. је изграђена спортска дворана. Године 1984. је дограђено још једно крило на централну школску зграду па су тако добили још шест учионица, као и радионицу за техничко образовање. Данас броји 1041 ученика, четрдесет одељења и деведесет три запослена. Настава се одвија у три објекта: централној школској згради, старој школи и Крајишнику.